# Christopher Birchall
Christopher Birchall (Stafford, 1984. május 5. –) Trinidad és Tobagó-i válogatott labdarúgó.

## Pályafutása

### Klubcsapatban
Pályafutását 2001-ben kezdte a Port Vale csapatában. 2001. szeptember 12-én mutatkozott be egy Charlton Athletic elleni ligakupa mérkőzésen. 2006-ig játszott a Port Valéban és összesen 78 mérkőzésen lépett pályára. 2006-ban a Coventry City szerződtette, melynek 2009-ig volt a játékosa. 2007-ben a skót St. Mirren, 2008-ban a Carlisle United és 2009-ben a Brighton & Hove Albion együttesénél szerepelt kölcsönben. 2009 és 2011 között a Los Angeles Galaxyban játszott az Egyesült Államokban. 2012-ben a Columbus Crew csapatát erősítette és 18 mérkőzésen szerepelt. 2013-ban visszatért a Port Vale együtteséhez, melynek 2016-ig volt a játékosa. 2017-ben az alacsonyabb osztályú Kidsgrove Athleticben fejezte be a pályafutását.

### A válogatottban
Angliában született, de Trinidad és Tonago színeiben lett válogatott. Erre édesanyja jóvoltából nyílt lehetősége, aki Port of Spainben született. 2005 és 2013 között 44 mérkőzésen szerepelt a Trinidad és Tobagó-i válogatottban és 4 gólt szerzett. Részt vett a 2005-ös CONCACAF-aranykupán és a 2006-os világbajnokságon, ahol a Svédország, az Anglia és a Paraguay elleni csoportmérkőzésen is kezdőként lépett pályára.

## Sikerei, díjai
Los Angeles Galaxy
- MLS Kupa (1): 2011
- Major League Soccer Supporters' Shield (2): 2010, 2011
- Major League Soccer Nyugati Konferencia bajnoki cím (2): 2009, 2011

Port Vale
- League Two feljutás (1): 2012–13